# Gare de Terrasson-Lavilledieu
La gare de Terrasson-Lavilledieu est une gare ferroviaire française de la ligne de Coutras à Tulle, située sur le territoire de la commune de Terrasson-Lavilledieu, dans le département de la Dordogne en région Nouvelle-Aquitaine.
Elle est mise en service en 1860 par la Compagnie du chemin de fer de Paris à Orléans (PO). C'est une gare de la Société nationale des chemins de fer français (SNCF), desservie par des trains TER Nouvelle-Aquitaine.

## Situation ferroviaire
Établie à 88 m d'altitude, la gare de Terrasson-Lavilledieu est située au point kilométrique (PK) 128,410 de la ligne de Coutras à Tulle, entre les gares de Condat - Le Lardin et de La Rivière-de-Mansac. C'était une gare de bifurcation, aboutissement de la ligne de Hautefort à Terrasson (fermée).

## Histoire
La station de Terrasson est mise en service le 17 septembre 1860 par la Compagnie du chemin de fer de Paris à Orléans (PO), lorsqu'elle ouvre la section de Périgueux à Brive.
La recette annuelle de la gare est de 145 859 francs en 1881 et de 133 905 francs en 1882.
Elle devient gare de bifurcation avec la mise en service de la ligne de Hautefort à Terrasson par la Compagnie du chemin de fer de Paris à Orléans (PO) le 15 octobre 1899.

## Fréquentation
La fréquentation de la gare est détaillée dans le tableau ci-dessous :
|           | 2015   | 2016   | 2017   | 2018   | 2019   | 2020   | 2021   | 2022   | 2023   |
| --------- | ------ | ------ | ------ | ------ | ------ | ------ | ------ | ------ | ------ |
| Voyageurs | 26 472 | 25 951 | 26 199 | 24 483 | 28 633 | 13 380 | 23 939 | 36 251 | 39 148 |

## Service des voyageurs

### Accueil
Halte SNCF, elle dispose d'un bâtiment voyageurs, avec guichet, ouvert tous les jours.

### Desserte
Terrasson-Lavilledieu est desservie, par des trains TER Nouvelle-Aquitaine, qui effectuent des missions entre les gares de Bordeaux-Saint-Jean ou Périgueux et de Brive-la-Gaillarde.

### Intermodalité
Un parking est aménagé à ses abords.

## Galerie de photographies

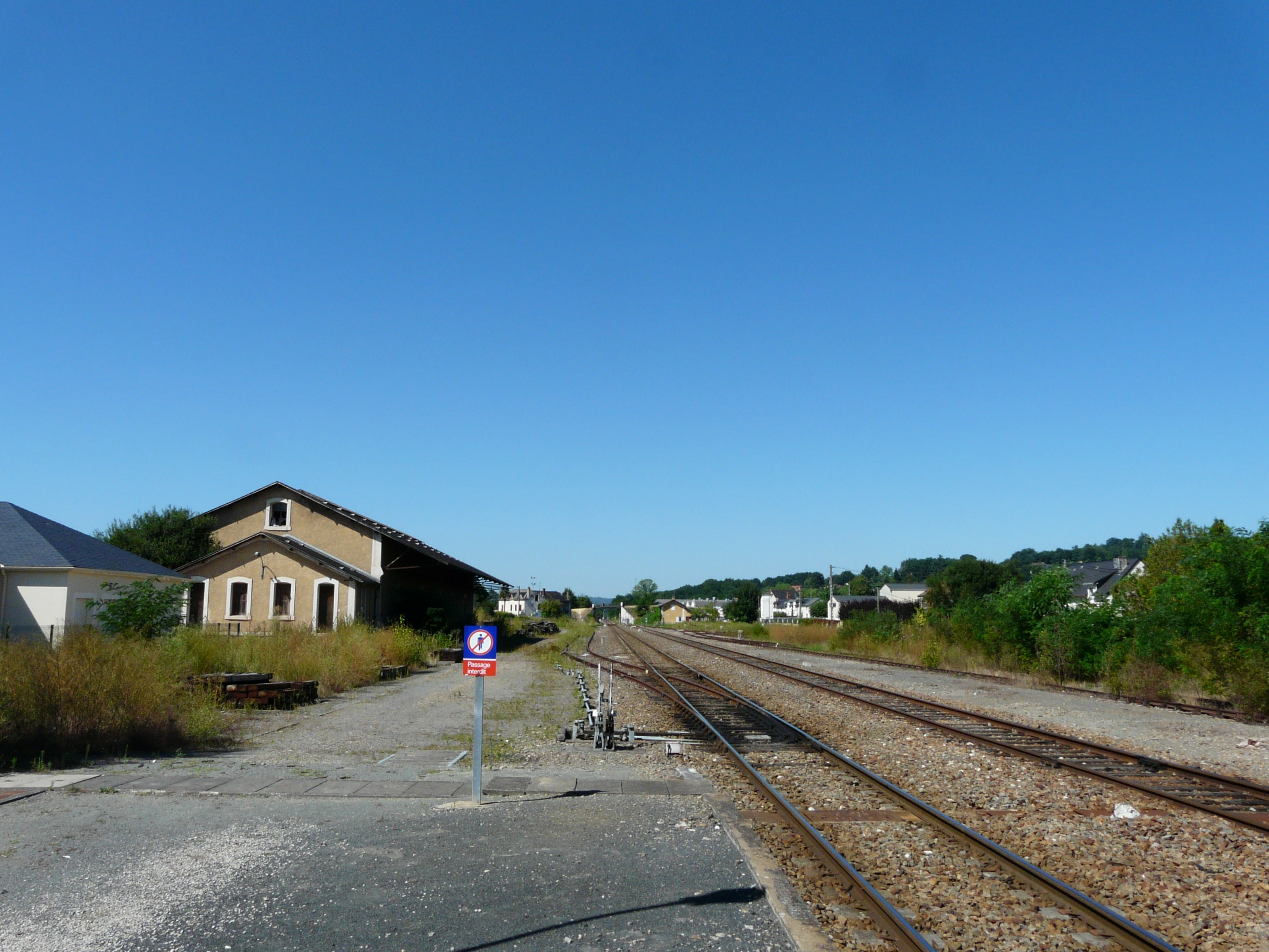
Les voies en direction de Périgueux.
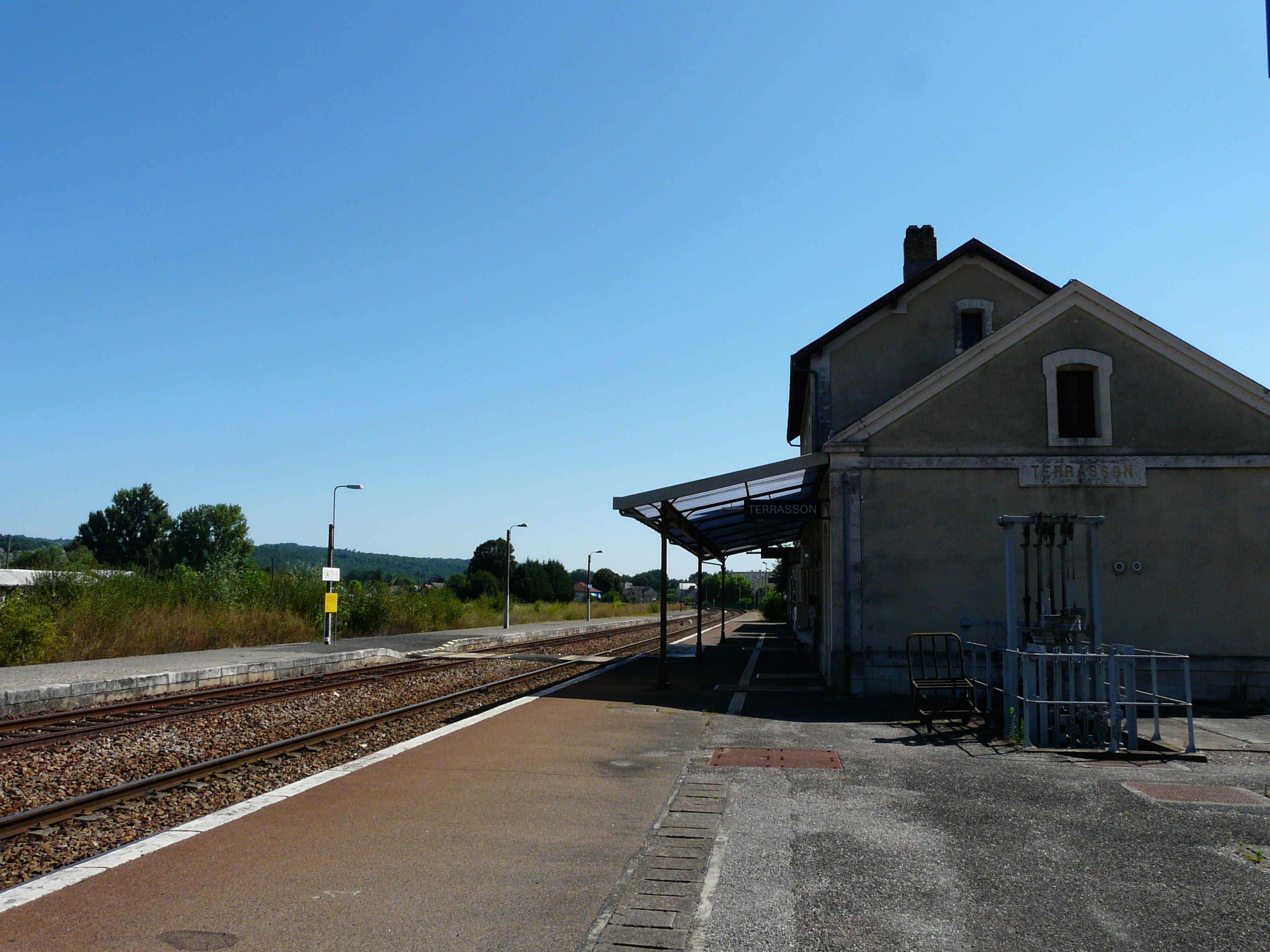
Les voies en direction de Brive.